# Avatha diehli
Avatha diehli là một loài bướm đêm trong họ Erebidae.